# Asociación de Cronistas de Arte
La Asociación de Cronistas de Arte, también conocida por su acrónimo ACROARTE  es una organización dominicana sin fines de lucro basada en Santo Domingo, República Dominicana. Acroarte agrupa a los periodistas en arte y espectáculos. La asociación es la encargada de otorgar los Premios Soberano, entregados anualmente desde 1985.

## Historia
Acroarte fue fundado el jueves 28 de febrero de 1984 por el primer presidente de la organización J. Eduardo Martínez, Carlos T. Martínez y Mundito Espinal. Al año siguiente y bajo la presidencia de Carlos T. Martínez, se crearon los Premios Casandra con el fin de premiar a los artistas dominicanos. Desde su creación hasta 2012, los premios llevaron el nombre de la artista dominicana Casandra Damirón. El 7 de agosto de 2012, Acroarte decidió no utilizar el nombre de Casandra en los premios, ya que la familia de Casandra Damiron le solicitó a Acroarte el retiro de ese nombre por inconformidad. Al mes siguiente, la asociación decidió utilizar el nombre de Premios Soberano.

## Presidentes
- J. Eduardo Martínez (1984-1985)[3]
- Carlos T. Martínez (1985-1987)
- José Tejada Gómez (1987-1989)
- Cristhian Jiménez (1989-1991)
- Joseph Cáceres (1991-1995)
- José Tejada Gómez (1995-1997)
- Napoleón Beras (1997-1999)
- Joseph Cáceres (1999-2001)
- Miguel A. Rivera (2001-2003)
- Félix Vinicio Lora (2003-2005)
- Fausto Polanco (2005-2007)[4]
- Marivell Contreras (2007-2009)[5]
- Félix Vinicio Lora (2009-2011)[6]
- Máximo Jiménez (2011-2013)[7]
- José Antonio Aybar (2013-2015)[8]
- Jorge Ramos (2015-2017)[9]
- Emelyn Baldera (2017-2019)
- Alexis Beltré (2019-2021)
- Emelyn Baldera (2021-2023)[10]
- Wanda Sánchez (2023-2025)
- Marivell Contreras (2025-2027)[11]